# Jean-Claude Langevin
 (juin 2016).
Pour les articles homonymes, voir Langevin.
Jean-Claude Langevin est un personnage de fiction issu de la série télévisée québécoise Caméra Café créée par Bruno Solo, Yvan Le Bolloc'h et Alain Kappauf. Il est interprété par Pierre Brassard et représente l'équivalent canadien du personnage de Jean-Claude Convenant de la version française.

## Biographie
Jean-Claude est né d'une famille originaire du Lac Saint-Jean. À l’adolescence, il complète son secondaire tardivement car il doit redoubler certaines années à plusieurs reprises. Notamment son secondaire 2 qu'il doit reprendre à trois reprises et qu'à 16 ans, n'est toujours pas complété. Pendant ce temps, il occupe un poste de sauveteur durant les étés. Il fréquentera brièvement le CEGEP par la suite sans toutefois réussir à obtenir un diplôme. Durant un de ces étés, il sera vendeur de fruits de mer porte-à-porte chez Poisson et fils. Un travail qu'il pratiquera en compagnie de son ami du secondaire Stéphane Hubert. C'est d'ailleurs dans ce travail qu'il apprendra les rouages de la vente. Par contre, il ne conservera cet emploi qu'un seul été après avoir volé la petite caisse. Vol pour lequel Stéphane Hubert fut accusé et dut subir une peine de prison. Même si personne ne réussit à prouver que Jean-Claude ait commis le crime, il sera forcé de quitter à cause des soupçons dirigés vers lui et commence alors plutôt à travailler comme vendeur dans une boutique de chasse et pêche en 1986. Il quittera cet boutique en 1988, moment où il sera engagé par la compagnie. C'est d'ailleurs grâce à lui si Bruno Gagnon a été engagé par la même firme. Lui et Bruno se connaissent depuis que Bruno est au CEGEP. Les deux se sont rencontrés dans un bar et sont devenus amis instantanément.
Dans la compagnie, Jean-Claude occupe le poste de représentant vendeur et obtiendra éventuellement le titre de vendeur senior. Au départ, il partage sa tâche avec son collègue Francis Tremblay mais, celui-ci finira par quitter et Jean-Claude sabotera les entrevues de tous ceux voulant appliquer pour son poste, ce qui fera de lui, l'unique vendeur de l'entreprise. En 2003, il connaitra brièvement le succès à travers la compagnie lorsqu'il réussit à faire une vente de 200 unités. Toutefois, on découvre que cette vente a été faite à un centre de handicapés mentaux de Laval et devra être annulée lorsque le centre en question menace de manifester devant les bureaux de la compagnie. Cette vente ne nuira toutefois pas à Jean-Claude car il gagnera le prix du vendeur de l'année lors du colloque de la compagnie à Cuba. La même année, il se marie avec sa femme Sandra, une danseuse à la retraite, et adopte son fils Jason. En 2006, il démissionne, quitte sa femme et son fils adoptif et déménage à Las Vegas en compagnie de Daisy, une danseuse de L'Entre-cuisse, dans le but de faire fortune dans l'industrie pornographique américaine. 
L'aventure s’avérera un échec et forcera Jean-Claude à retourner au Canada en 2009. À son retour il réussira à reprendre son poste de vendeur laissé vacant à la suite de la mort de Patrice Labrecque, son prédécesseur. Un an plus tard, à la suite du départ de Bruno, Jean-Claude sera promu au titre d'adjoint administratif. Poste qu'il conservera jusqu'à la fermeture de l'entreprise.

## Relations avec les autres employés

### Bruno Gagnon
C'est le meilleur ami de Jean-Claude. Il a rencontré ce dernier dans bar lorsque celui-ci était encore aux études. Il arrive parfois que Jean-Claude questionne la volonté syndicale de Bruno dans le but de profiter des avantages qu'il détient.

### Sylvain Desjardins
Sylvain agit comme souffre douleurs de Jean-Claude et Bruno. Jean-Claude essaie le plus possible d'éviter de se retrouver en sa présence.

### Carole Lussier
Jean-Claude voue un fantasme majeur sur Carole. Par contre, il n'a jamais eu la moindre chance avec elle, (excepté à deux occasions particulières)

## Autres observations
Sa mère est reconnue pour être blonde (surtout quand elle vient de faire sa couleur), et serait une vraie tigresse si on touche à ses enfants ou son homme. 
Sa femme Sandra est reconnue pour être blonde (surtout quand elle vient de faire sa couleur), et serait une vraie tigresse si on touche à ses enfants ou son homme. Elle est aussi propriétaire d'un winnebago avec lequel elle, Jean-Claude et Jason partent régulièrement en camping. 
Même s'il a été sauveteur durant son adolescence, il n'a plus jamais nagé par la suite et a complètement perdu ses habilités. 
Au travail, il porte habituellement une chemise et un veston, sans cravate. Il a aussi un tatou sur une fesse. Il admire John Travolta pour sa coiffure. 
Musicalement, c'est un fan de Kool and the Gang, de U2 mais il reste principalement un fan de Donald Lautrec, lequel est son idole de jeunesse. Pour la lecture, son auteur préféré est Jacques Duval. Il lit le Guide de l'Auto trois fois par mois ce qui lui permet d'avoir une connaissance importante sur les automobiles. Il a aussi vu tous les films de Rocky.
Il est alcoolique et travaille régulièrement sous l'influence de la boisson. Il était aussi fumeur mais il a arrêté en 2003. Il a de nombreux problèmes financiers qui semblent prendre fin grâce à son mariage avec Sandra. De plus, sa conduite automobile est très dangereuse et il perdit son permis de conduire à plusieurs reprises. Ce qui ne l'empêche pas de conduire son véhicule malgré tout. 
Il conduira une Renault Fuego de couleur rouge jusqu'en 2003. Cette année-là, il la remplacera par une Hyundai.
Il pratique le hockey et le tennis.
Il semblerait que même s'il est un père médiocre, il est habile pour faire rire les enfants, notamment avec son personnage du clown Boboche.
Il est le père biologique du garçon de Karine, une employée de la compagnie qui trompa son mari avec Jean-Claude. Il est aussi le père biologique des enfants de Stéphane Hubert, après avoir profité de l'incarcération de ce dernier pour fréquenter sa compagne, Amélie.
Il trompe souvent sa femme de différente manières, notamment en se faisant passer pour Rod Stewart.